# Aapjesorchis
De aapjesorchis (Orchis simia) is een orchidee. In Nederland is de plant vanaf 1 januari 2017 niet meer wettelijk beschermd. In België is de soort wel wettelijk beschermd. De plant staat op de Nederlandse Rode lijst van planten als zeer zeldzaam, maar stabiel tot iets toenemend. De bloem lijkt enigszins op een aapje, vandaar de Nederlandse naam.
De aapjesorchis kan 20-40 cm hoog worden. De glanzende bladeren zijn ongevlekt met een breed-lancetvormige vorm. De onderste bladeren staan schuin omhoog. De stengel is kantig en wordt door de bovenste bladeren omsloten. De plant bloeit half mei, waarbij de bovenste bloemen van de bloeiwijze het eerste opengaan. De bloem is lichtroze tot lila.

## Ecologie
De aapjesorchis komt als schaduwplant voor in de Zuid-Limburgse graslanden op kalkhoudende grond. De plant is gevoelig voor vorst en kan weleens uitvriezen.

### Voorkomen
De aapjesorchis komt verder voor in het Middellandse Zeegebied en in geïsoleerde gebieden in West- en Midden-Europa, Klein-Azië, Iran, Kaukasus en Noord-Afrika. In Duitsland is ze te vinden langs de Rijn en in Zwitserland in de kantons Genève en Vaud.

## Natuurlijke hybriden
De aapjesorchis hybridiseert in de natuur met Orchis militaris, Orchis anthropophora en Orchis purpurea. Hybriden met Orchis militaris zijn moeilijk te onderscheiden van de aapjesorchis zelf.